# استان عقبه
 عقبه  (به عربی:  محافظة العقبة) نام استانی در کشور پادشاهی اردن است. 

## جمعیت
جمعیت آن  در حدود  ۹۵۴۰۸ هزار نفر می‌باشد.
اکثر ساکنان آن مسلمان سنی مذهب هستند

## جغرافیا
استان  عقبه  در اقصی جنوب کشور اردن و در ساحل دریای سرخ (بحر قلزم) واقع شده و تنها بندر این کشور نیز است. استان عقبه در سمت مشرق خلیج عقبه قرار دارد. 

## حدود استان عقبه
در سابق استان عقبه با خاک  مملکت عربستان سعودی  حدود مشترک داشته بوده‌اند، اما در سال ۱۹۶۵ میلادی به موجب اتفاقی که بین دو کشور اردن و عربستان سعودی امضاء شد، ۶۰۰۰ کیلومتر از خاک صحراوی داخلی اردن مقابل ۱۲ کیلومتر از خاک ساحلی نزدیکی 
خلیج عقبه که تعلق به عربستان سعودی داشته بود به اردن داده شد.

## نگارخانه

استان عقبه
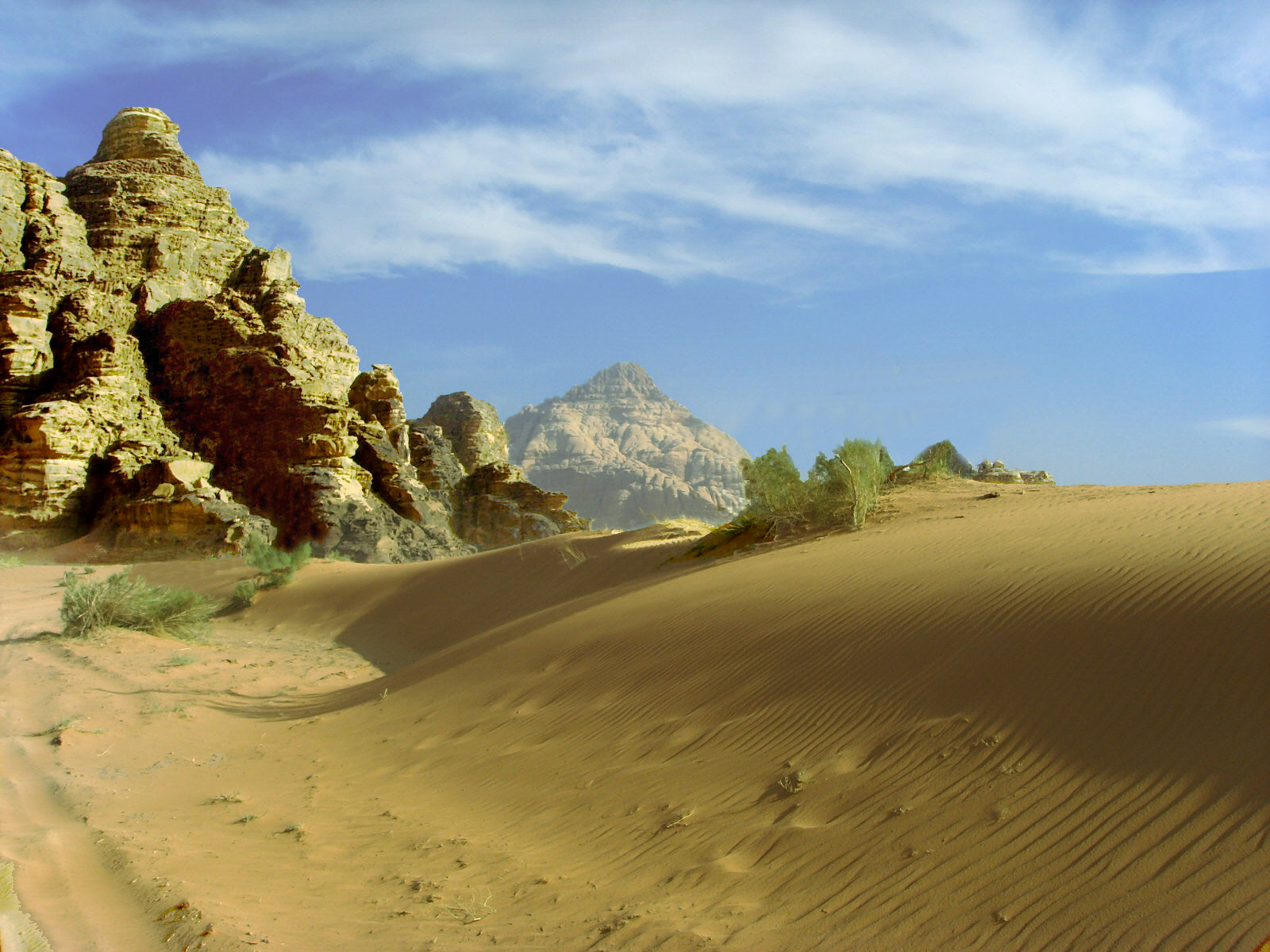
وادی رم
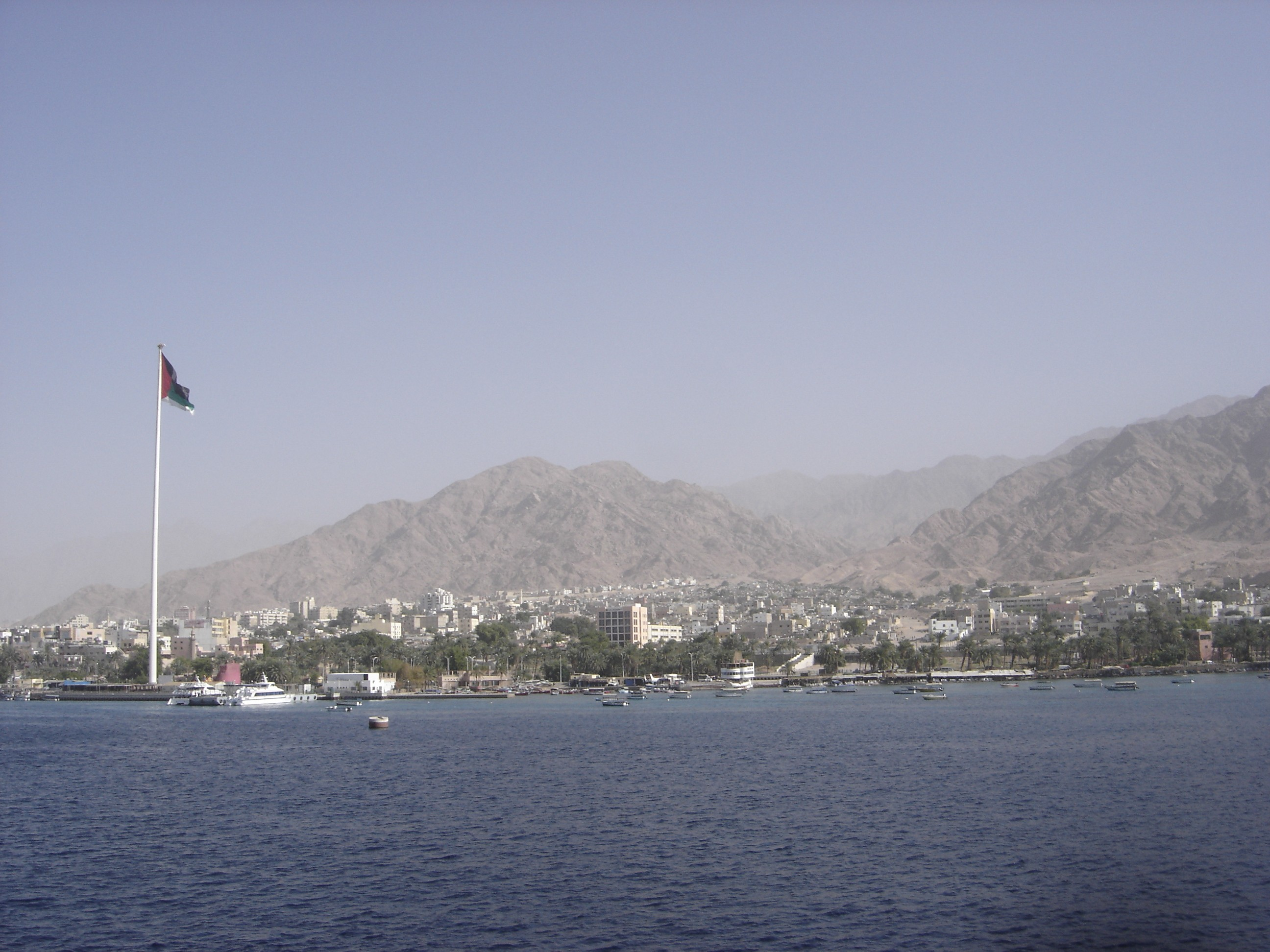
عقبه